# Equipo de Copa Davis de Botsuana

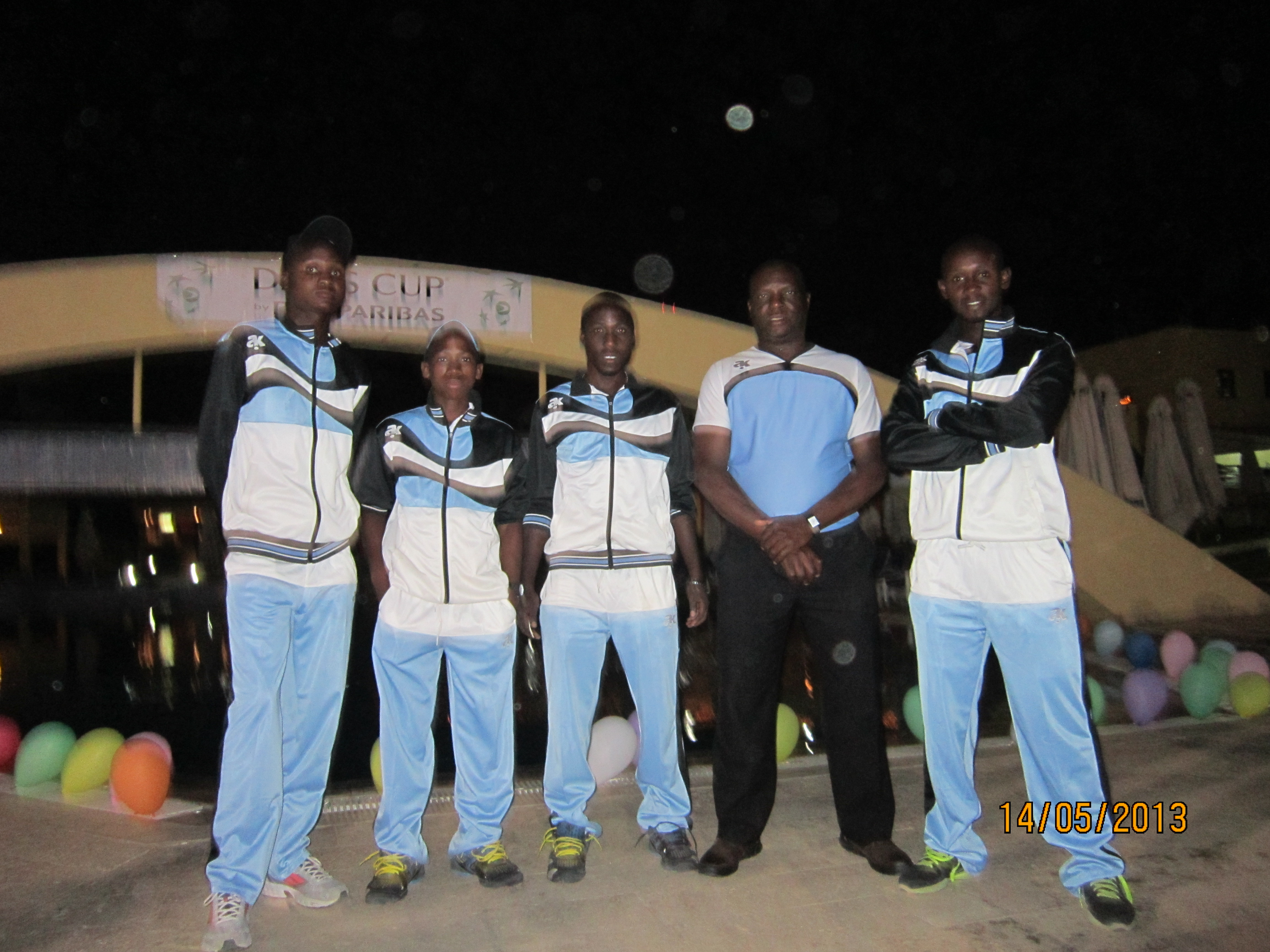
Equipo de Botsuana 2013.

El Equipo de Copa Davis de Botsuana es el representativo de Botsuana en la máxima competición internacional a nivel de naciones del tenis y está regido por la Asociación de Tenis de Botsuana.

## Plantel actual (2019 – 2020)
- Matshidiso Malope
- Thato Holmes
- Lefa Ashley Sibanda
- Aobakwe Lekang

## Resultados
| Edición | Zona                             | Rival                | Sede         | Resultado |
| ------- | -------------------------------- | -------------------- | ------------ | --------- |
| 1996    | Europa/África – Grupo III Zona B | Kenia                | Nairobi      | 0 – 3     |
| 1996    | Europa/África – Grupo III Zona B | Bulgaria             | Nairobi      | 0 – 3     |
| 1996    | Europa/África – Grupo III Zona B | Grecia               | Nairobi      | 0 – 3     |
| 1996    | Europa/África – Grupo III Zona B | Congo                | Nairobi      | 3 – 0     |
| 1996    | Europa/África – Grupo III Zona B | Togo                 | Nairobi      | 3 – 0     |
| 1996    | Europa/África – Grupo III Zona B | Mónaco               | Nairobi      | 0 – 3     |
| 1997    | Europa/África – Grupo IV Zona A  | Yibuti               | Gaborone     | 3 – 0     |
| 1997    | Europa/África – Grupo IV Zona A  | Madagascar           | Gaborone     | 1 – 2     |
| 1997    | Europa/África – Grupo IV Zona A  | Islandia             | Gaborone     | 2 – 1     |
| 1997    | Europa/África – Grupo IV Zona A  | Togo                 | Gaborone     | 1 – 2     |
| 1997    | Europa/África – Grupo IV Zona A  | Liechtenstein        | Gaborone     | 1 – 2     |
| 1998    | Europa/África – Grupo IV Zona A  | Azerbaiyán           | Kampala      | 3 – 0     |
| 1998    | Europa/África – Grupo IV Zona A  | Sudán                | Kampala      | 2 – 0     |
| 1998    | Europa/África – Grupo IV Zona A  | Camerún              | Kampala      | 1 – 2     |
| 1998    | Europa/África – Grupo IV Zona A  | Armenia              | Kampala      | 1 – 2     |
| 1998    | Europa/África – Grupo IV Zona A  | Camerún              | Kampala      | 3 – 0     |
| 1999    | Europa/África – Grupo IV Zona B  | San Marino           | Acra         | 2 – 0     |
| 1999    | Europa/África – Grupo IV Zona B  | Uganda               | Acra         | 3 – 0     |
| 1999    | Europa/África – Grupo IV Zona B  | Madagascar           | Acra         | 1 – 2     |
| 1999    | Europa/África – Grupo IV Zona B  | Azerbaiyán           | Acra         | 2 – 1     |
| 2000    | Europa/África – Grupo III Zona A | Túnez                | Túnez        | 2 – 1     |
| 2000    | Europa/África – Grupo III Zona A | Yugoslavia           | Túnez        | 0 – 3     |
| 2000    | Europa/África – Grupo III Zona A | Mónaco               | Túnez        | 0 – 2     |
| 2000    | Europa/África – Grupo III Zona A | Malta                | Túnez        | 3 – 0     |
| 2000    | Europa/África – Grupo III Zona A | Togo                 | Túnez        | 0 – 3     |
| 2001    | Europa/África – Grupo III Zona A | Ghana                | Gaborone     | 1 – 2     |
| 2001    | Europa/África – Grupo III Zona A | Lituania             | Gaborone     | 1 – 2     |
| 2001    | Europa/África – Grupo III Zona A | Islandia             | Gaborone     | 1 – 2     |
| 2001    | Europa/África – Grupo III Zona A | Georgia              | Gaborone     | 2 – 1     |
| 2001    | Europa/África – Grupo III Zona A | Islandia             | Gaborone     | 2 – 1     |
| 2002    | Europa/África – Grupo III Zona B | Turquía              | Antalya      | 0 – 3     |
| 2002    | Europa/África – Grupo III Zona B | Bosnia y Herzegovina | Antalya      | 0 – 3     |
| 2002    | Europa/África – Grupo III Zona B | Islandia             | Antalya      | 0 – 3     |
| 2002    | Europa/África – Grupo III Zona B | Lituania             | Antalya      | 0 – 3     |
| 2002    | Europa/África – Grupo III Zona B | Namibia              | Antalya      | 0 – 3     |
| 2003    | Europa/África – Grupo IV Zona B  | Yibuti               | Lagos        | 3 – 0     |
| 2003    | Europa/África – Grupo IV Zona B  | Burkina Faso         | Lagos        | 1 – 2     |
| 2003    | Europa/África – Grupo IV Zona B  | Malí                 | Lagos        | 2 – 1     |
| 2003    | Europa/África – Grupo IV Zona B  | Togo                 | Lagos        | 0 – 3     |
| 2004    | Europa/África – Grupo IV Zona B  | Armenia              | Chisináu     | 0 – 3     |
| 2004    | Europa/África – Grupo IV Zona B  | Mauricio             | Chisináu     | 1 – 2     |
| 2004    | Europa/África – Grupo IV Zona B  | Malta                | Chisináu     | 2 – 1     |
| 2004    | Europa/África – Grupo IV Zona B  | Ruanda               | Chisináu     | 1 – 2     |
| 2004    | Europa/África – Grupo IV Zona B  | Uganda               | Chisináu     | 3 – 0     |
| 2005    | Europa/África – Grupo IV Zona A  | Moldavia             | Kampala      | 1 – 2     |
| 2005    | Europa/África – Grupo IV Zona A  | Benín                | Kampala      | 2 – 1     |
| 2005    | Europa/África – Grupo IV Zona A  | Malta                | Kampala      | 3 – 0     |
| 2005    | Europa/África – Grupo IV Zona A  | Yibuti               | Kampala      | 3 – 0     |
| 2006    | Europa/África – Grupo III Zona B | Nigeria              | Gaborone     | 0 – 3     |
| 2006    | Europa/África – Grupo III Zona B | Ghana                | Gaborone     | 1 – 2     |
| 2006    | Europa/África – Grupo III Zona B | Costa de Marfil      | Gaborone     | 0 – 3     |
| 2006    | Europa/África – Grupo III Zona B | Túnez                | Gaborone     | 0 – 3     |
| 2006    | Europa/África – Grupo III Zona B | Ruanda               | Gaborone     | 3 – 0     |
| 2007    | Europa/África – Grupo IV         | Montenegro           | Ereván       | 0 – 3     |
| 2007    | Europa/África – Grupo IV         | Armenia              | Ereván       | 1 – 2     |
| 2007    | Europa/África – Grupo IV         | Andorra              | Ereván       | 2 – 1     |
| 2007    | Europa/África – Grupo IV         | Ruanda               | Ereván       | 2 – 1     |
| 2009    | Europa/África – Grupo III Zona A | Estonia              | Estambul     | 0 – 3     |
| 2009    | Europa/África – Grupo III Zona A | Luxemburgo           | Estambul     | 0 – 3     |
| 2009    | Europa/África – Grupo III Zona A | Islandia             | Estambul     | 1 – 2     |
| 2009    | Europa/África – Grupo III Zona A | Ruanda               | Estambul     | 1 – 2     |
| 2009    | Europa/África – Grupo III Zona A | Moldavia             | Estambul     | 0 – 3     |
| 2010    | Europa/África – Grupo III África | Zimbabue             | Marrakech    | 0 – 3     |
| 2010    | Europa/África – Grupo III África | Congo                | Marrakech    | 2 – 1     |
| 2010    | Europa/África – Grupo III África | Madagascar           | Marrakech    | 0 – 3     |
| 2010    | Europa/África – Grupo III África | Kenia                | Marrakech    | 0 – 3     |
| 2013    | Europa/África – Grupo III África | Nigeria              | El Cairo     | 2 – 1     |
| 2013    | Europa/África – Grupo III África | Egipto               | El Cairo     | 0 – 3     |
| 2013    | Europa/África – Grupo III África | Zambia               | El Cairo     | 3 – 0     |
| 2013    | Europa/África – Grupo III África | Kenia                | El Cairo     | 2 – 1     |
| 2014    | Europa/África – Grupo III África | Argelia              | El Cairo     | 0 – 3     |
| 2014    | Europa/África – Grupo III África | Namibia              | El Cairo     | 0 – 3     |
| 2014    | Europa/África – Grupo III África | Mozambique           | El Cairo     | 1 – 2     |
| 2014    | Europa/África – Grupo III África | Benín                | El Cairo     | 0 – 3     |
| 2016    | Europa/África – Grupo III África | Benín                | Antananarivo | 0 – 3     |
| 2016    | Europa/África – Grupo III África | Argelia              | Antananarivo | 1 – 2     |
| 2016    | Europa/África – Grupo III África | Kenia                | Antananarivo | 1 – 2     |
| 2016    | Europa/África – Grupo III África | Madagascar           | Antananarivo | 0 – 3     |
| 2016    | Europa/África – Grupo III África | Mozambique           | Antananarivo | 2 – 0     |
| 2017    | Europa/África – Grupo III África | Kenia                | El Cairo     | 0 – 3     |
| 2017    | Europa/África – Grupo III África | Libia                | El Cairo     | 1 – 2     |
| 2017    | Europa/África – Grupo III África | Argelia              | El Cairo     | 0 – 3     |
| 2017    | Europa/África – Grupo III África | Benín                | El Cairo     | 0 – 3     |
| 2019    | Europa/África – Grupo IV África  | Uganda               | Brazzaville  | 1 – 2     |
| 2019    | Europa/África – Grupo IV África  | Ruanda               | Brazzaville  | 0 – 3     |
| 2019    | Europa/África – Grupo IV África  | Congo                | Brazzaville  | 2 – 1     |
| 2019    | Europa/África – Grupo IV África  | Gabón                | Brazzaville  | 0 – 2     |
| 2020    | Grupo IV África                  | –                    | –            | –         |